# Ana Carmona Ruiz
Ana Carmona Ruiz (Málaga, 16 de mayo de 1908-1940), llamada Nita y apodada como "Veleta", fue una futbolista española que se destacó como mediocampista. Trasvistiéndose logró jugar a mitad de los años 20 del pasado siglo con la camiseta rojiblanca del Sporting Club de Málaga. Al ser descubierta fue represaliada en varias ocasiones.

## Biografía
Ana Carmona Ruiz, apodada "Nita", nació en el barrio malagueño de Capuchinos. Su padre, un estibador del Puerto de Málaga, la envió a Vélez-Málaga con sus tíos para alejarla de su afición deportiva.  Nita había crecido observando a los marinos ingleses practicar fútbol en las explanadas del puerto malagueño, pasando en edad juvenil a jugar algunos partidos en el Sporting Club de Málaga, club fundado por el padre salesiano Francisco Míguez Hernández. Para jugar al fútbol según su descubridor, el periodista, Jesús Hurtado, se vinculó como ayudante del masajista, Juanito Marteache, así como la persona de enlace para llevar la ropa de los jugadores que precisamente lavaba y zurcía su abuela.
Tras jugar en Málaga no sin dificultades por lo perseguida que estuvo, llegó a jugar en el Vélez Club de Fútbol, donde le apodaron "Veleta" ya que, según sus compañeros de equipo con los que coincidió en el Sporting «ésta cambiaba de mujer a hombre y viceversa, como una veleta». Para lograr jugar al fútbol en una época en la que las mujeres no lo tenían permitido, se recogía el pelo ocultándolo con una gorra o boina entonces permisible en este incipiente nuevo sport, se vendaba el pecho y vestía con pantalones largos hasta la rodilla y camisetas holgadas que le servían para pasar desapercibida y parecer un hombre.
Su juego destacaba sobre muchos de sus compañeros, dominando el juego aéreo y de apurada técnica, lo que le hizo merecedora del cariño de la afición y la protección de los miembros del equipo de Vélez-Málaga. A pesar de ello sufrió especialmente en Málaga el escarnio público por parte de las autoridades y algunos vecinos/aficionados conservadores, hasta el punto que le raparon el pelo o pasó por arresto domiciliario por alteración del orden público.
Falleció a los 32 años de tifus exantemático epidémico. Fue enterrada con la camiseta del Sporting de Málaga en el cementerio de San Rafael de Málaga.
Su historia fue rescatada por el periodista e investigador deportivo Jesús Hurtado, primero en su libro 75 Años de Fútbol en Vélez.